# Белградский паремейник
Белградский паремейник (серб. Београдски паримејник) — средневековое произведение первой половины XIII века, написанное на территории современной Сербии неизвестным писцом.
Оригинал рукописи хранился в старой Национальная библиотека Сербии до 1915 года. Затем он исчез во время эвакуации и только в 1969 году, был найден и возвращен в библиотеку.

## Описание
Паримейник имел литургические, ритуальные цели в средневековой Сербии и содержит части Ветхого и Нового Заветов , которые читаются во время богослужений. Профетологион был переведен с греческого на старославянский святым Мефодием во время Моравской миссии . Перевод этого особого кодекса, который содержит паримии - избранные отрывки из примерно двадцати книг Ветхого и только двух книг Нового Завета.
Согласно его письму, в сербском издании старославянского языка паримейник принадлежит к ранней школе Рашки, но некоторые орфографические знаки также связывают его с манускриптами Зета-Хум и более ранним македонским фоном. Писец неизвестен и от этого одного из самых красивых памятников ранней сербской грамотности остались только отрывки, и те что были прочитаны на вечерних службах с вечера среды первой недели Великого поста по пятницу, так называемого Цветочные воскресенья.